# 圣克雷阿克 (热尔省)
圣克雷阿克（法語：Saint-Créac，法語發音：[sɛ̃ kʁeak]）是法国热尔省的一个市镇，属于孔东区。

## 地理
圣克雷阿克（43°55'18"N, 0°48'6"E）面积8.37 平方千米，位于法国奧克西塔尼大區热尔省，该省份为法国西南部内陆省份，北起顺时针与洛特-加龙省、塔恩-加龙省、上加龙省、上比利牛斯省、大西洋比利牛斯省和朗德省接壤。
与圣克雷阿克接壤的市镇（或旧市镇、城区）包括：格拉蒙、马尔萨克、利勒布宗、莫鲁、圣克拉尔。

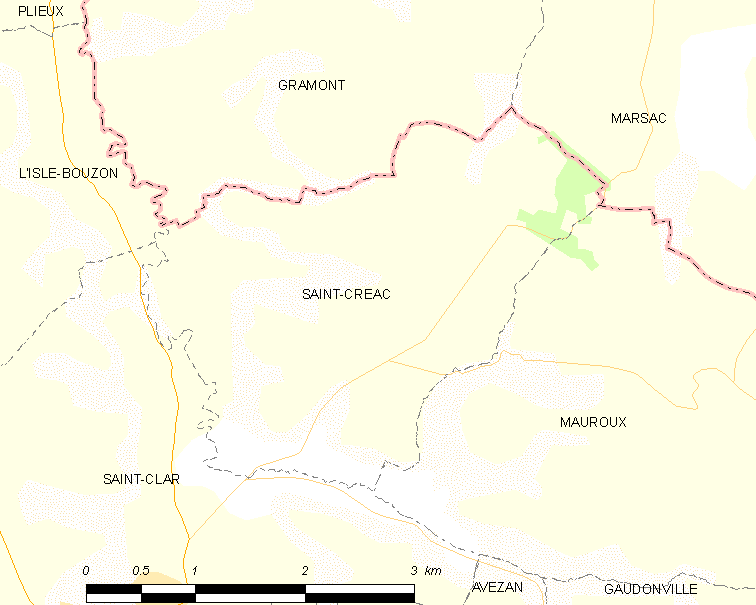
的OSM定位图

圣克雷阿克的时区为UTC+01:00、UTC+02:00（夏令时）。

## 行政
圣克雷阿克的邮政编码为32380，INSEE市镇编码为32371。

## 政治
圣克雷阿克所属的省级选区为弗勒朗斯-洛马涅县。

## 人口

1962-2008年间人口变化图示

圣克雷阿克于2022年1月1日时的人口数量为87人。